# El Adelanto
El Adelanto – niewielka miejscowość w południowo-wschodniej Gwatemali, w departamencie Jutiapa, około 25 km na południowy wschód od stolicy departamentu, miasta Jutiapa, oraz około 20 km na zachód od granicy z Salwadorem. Miasto leży w szerokiej dolinie u podnóża gór Sierra Madre de Chiapas, na wysokości 1147 m n.p.m. Według danych szacunkowych w 2012 roku liczba ludności miasta wyniosła 2089 mieszkańców. 

## Gmina El Adelanto
Jest siedzibą władz gminy o tej samej nazwie, która w 2012 roku liczyła 5543 mieszkańców.  Gmina jak na warunki Gwatemali jest bardzo mała, a jej powierzchnia obejmuje tylko 31 km². Gmina ma charakter rolniczy.    